# Black (utwór Pearl Jam)
Black – ballada rockowa grupy Pearl Jam pochodząca z ich debiutanckiego albumu Ten (1991). Utwór miał zostać singlem, lecz wytwórnia Epic Records nie zgodziła się na wydanie go, mimo to utwór osiągnął ogromny sukces komercyjny i jest jedną z najbardziej lubianych kompozycji grupy. Tekst utworu został napisany przez ich frontmana - Eddiego Veddera, z kolei muzyka w całości przez Stone Gossarda.

## Odbiór krytyków i ocena
Kompozycja Black stała się jedną z najbardziej znanych i lubianych utworów grupy. Jest także czwartą najczęściej ogrywaną piosenką przez Pearl Jam na koncertach. Utwór został także doceniony przez krytyków muzycznych.  W 1993 roku Billboard umieścił tę piosenkę na 3. miejscu na liście US Mainstream Rock Tracks. W 2011 roku wydawnictwo Rolling Stone umieściło Black na 9. pozycji w rankingu najlepszych ballad, ta sama gazeta w liście 10 najsmutniejszych utworów wszech czasów Black umieściła na siódmej pozycji. Wraz z dziewięcioma innymi utworami Pearl Jam, Black został umieszczony w DLC do serii gier Rock Band.

## Niektóre covery
- Aaron Lewis na albumie pt. The Family Values Tour 2001
- Baseballista Bronson Arroyo na cover albumie pt. Covering the Bases